# Mitcham

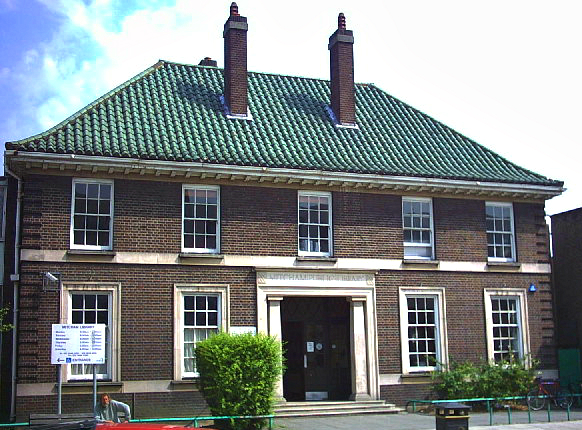
Biblioteca del quartiere

Mitcham è un quartiere nell'area a sud-ovest di Londra, nel borgo londinese di Merton. Come area urbana Mitcham è locata al confine tra i gruppi di borghi di Inner London e Outer London ed è ben sviluppata sia a livello residenziale che finanziario, ben servita dai trasporti di Londra e sede del Municipio di Mitcham, della Libreria di Mitcham e del Campo di Cricket di Mitcham. I sobborghi vicini includono Wimbledon, Streatham, Tooting, Morden e Sutton.

## Posizione
Mitcham è sul lato est del borgo londinese di Merton ed confina con il borgo londinese di Wandsworth, il borgo londinese di Croydon, il borgo londinese di Lambeth e il borgo londinese di Sutton. Mitcham è vicina a Wimbledon, Croydon, Streatham e Tooting. Il fiume Wandle confina con la parte a sud-ovest della città. Il villaggio originale risiede ad ovest sebbene l'espansione abbia spostato il confine ad est più lontano. La Comune di Mitcham occupa la maggior parte dell'area e del confine a sud.
Per molto tempo Mitcham non è stata servita bene dalle ferrovie a causa del suo essere equidistante dalle storiche linee ferroviarie di Waterloo-Southampton e London Bridge-Brigthon ma recentemente l'aggiunta della stazione Mitcham Estfields, prima stazione suburbana ad essere costruita in 50 anni nell'area e posizionata più vicino al centro della città rispetto alla precedente stazione di Mitcham Junction ha migliorato i servizi di trasporto dell'area. La stazione 
La stazione offre come destinazioni le stazioni London Victoria, Blackfriars e London Bridge e facendo cambio a Streatham cinque minuti più lontana rende le stazioni di St Albans, Bedford e l'Aeroporto di Londra-Luton raggiungibili da treni diretti. Una pietra miliare del diciottesimo secolo a Figges Marsh indica Mitcham come lontana 8,5 miglia da Whitehall.

## Origini
Il toponimo "Mitcham" è di origine anglosassone e si ritiene significhi grande accampamento. Prima dell'arrivo dei Romano-Britanni e dei Sassoni era presente nell'area un accampamento celtico con tracce di una Fortezza di collina nell'area di Pollards Hill. La scoperta di tombe e di un pozzo dell'era romana siti nella zona dell'Officina del Gas di Mitcham ha mostrato la presenza di un accampamento Romano. Un cimitero Sassone, posizionato nella riva a nord del fiume Wandle è il più grande scoperto fino ad ora e molti dei ritrovamenti al suo interno sono esposti al British Museum. L'area è una dei possibili luoghi della Battaglia di Marton dell'anno 871 in cui il Re Ethelred del Wessex è stato mortalmente ferito o ucciso sul posto. La Chiesa parrocchiale d'Inghilterra della Liturgia del Santi Pietro e Paolo risale all'era Sassone. Nonostante sia stata per la maggior parte ricostruita nel 1819-21 l'attuale struttura mantiene la torre Sassone originale. Il Domesday Book del 1086 elencava Mitcham come una piccola comunità agricola, con 250 persone abitanti nelle due frazioni di Mitcham, oggi conosciuta come l'area di Upper Mitcham e Whitford, oggi conosciuta come l'area di Lower Green.